# Sententiae
Le Sententiae (in italiano tradotto anche come Le sentenze) consistono in una raccolta di frasi di Publilio Siro (I secolo a.C.), circa 700 massime e sentenze morali che lo stesso autore trasse dai suoi lavori.

## Contenuto
In un periodo di crisi, segnato dalle guerre intestine e dai complotti, questo autore si rivolse sia alla plebe sia alla colta aristocrazia, estraendo dalle proprie opere una serie di aforismi, che compongono il motivo stesso della sua memoria, le Sententiae. Circa 700 massime di non più di una riga di lunghezza dovevano essere motivo di riflessione sul proprio comportamento e sul proprio ruolo nella societas per il lettore. Molte di esse sono divenute quasi dei proverbi nelle diverse culture nate da quella latina, ad esempio: Chiunque può tenere il timone, se il mare è calmo o Brevis ipsa vita est, sed malis fit longior (La vita in sé è breve, ma i mali la fanno allungare).

### Citazioni celebri
- Brevis ipsa vita est, sed malis fit longior (La vita in sé è breve, ma i mali la fanno allungare)
- Patientia animi occultas divitias habet (La pazienza [dell'animo] possiede ricchezze nascoste)
- Iracundiam qui vincit, hostem superat maximum (Chi vince l'ira, supera il più grande nemico)
- Spina etiam grata est si spectatur rosa (Le spine non fanno tanto male, se fra loro si vede la bellezza della rosa)
- Famam curant multi, pauci conscientiam (Molti si preoccupano della propria fama, pochi della propria coscienza)
- Homines, nihil agendo, agere consuescunt male (Gli uomini, non facendo nulla, si abituano a fare malamente)
- In nullum hominem avarus bonus est, in se pessimus (L'avaro non fa del bene a nessuno, ma fa a sé stesso il male peggiore)
- Fortuna vitrea est; tum cum splendit, frangitur (La fortuna è come il vetro, così come può splendere, così può frangersi)
- Etiam capillus unus habet umbram suam (Anche un solo capello ha la sua ombra)
- Hominem experiri multa paupertas iubet (La povertà spinge l'uomo a tentar molte cose)
- Disciplitus est prioris posterior dies (L'oggi è maestro del domani)
- Pudor si quem non flectit, non frangit timor (Se uno non è piegato dal pudore, non è spezzato dalla paura)
- Qui timet paupertatem, quam timendus est (Quanto deve essere temuto, chi teme la povertà)
- Ubi coepit ditem pauper imitari, perit (Quando il povero vuol fare il passo del signore, va certamente in rovina)
- Ignoscito saepe alteri, numquam tibi (Perdona spesso agli altri, ma mai a te stesso)
- Amici vitia si feras, facias tua (Se sopporti i vizi dell'amico (senza correggerli), li fai tuoi)
- Stulti timent fortunam, sapientes ferunt (Gli stolti temono il destino, i sapienti lo sopportano)